# Pseudoophirion aureum
Pseudoophirion aureum är en tvåvingeart som beskrevs av Vimmer och Victor Gerald Soukup 1940. Pseudoophirion aureum ingår i släktet Pseudoophirion och familjen parasitflugor.
Artens utbredningsområde är Peru. Inga underarter finns listade i Catalogue of Life.